# Jack da Bike
Cléber de Jesus Rodrigues, mais conhecido como Jack da Bike, é um dos maiores estupradores em série do Brasil. O criminoso está preso desde 2011 e foi condenado em 2012 a mais de 100 anos de prisão. Ele fez entre 60 e 75 vítimas entre os anos de 2002 e 2011 no Distrito Federal e outras 15 cidades de Goiás.

## Crimes
Os primeiros crimes teriam sido cometidos por Rodrigues em 2006 e os últimos pouco antes de sua prisão em 2011. Os últimos casos foram confirmados em 2020 por meio do banco nacional de DNA.

### Modus operandi
Rodrigues costumava agir de madrugada, selecionando mulheres jovens em áreas de bares ou boates. Ele esperava as vítimas saírem das festas e as seguia de bicicleta. Depois as abordava usando uma arma e geralmente as levava até o Setor Sul, para lugares próximo à DF-290, já na saída do Distrito Federal. Num lugar ermo, ele as obrigava a ficar de joelhos, de costas para ele, para que elas não pudessem ver seu rosto, que ele escondia parcialmente usando um casaco com capuz. Por se locomover com uma bicicleta, ele ganhou uma parte de seu apelido "da bike", sendo "Jack" um apelido dado a estupradores no meio criminal.
Algumas vezes ele estuprou mais de uma vítima ao mesmo tempo.

### Vítimas
Ele escolhia mulheres jovens, que tinham entre 18 e 25 anos de idade.
Ele teria feito 60 vítimas no Distrito Federal e 15 em outras cidades dos arredores, segundo o episódio "ele violentou mais de 70 mulheres" do canal Operação Policial.

## Investigações
As investigações tiveram início em 2006, quando policiais da 14ª Delegacia de Polícia, no bairro Gama, Distrito Federal, notaram um aumento repentino de crimes sexuais na cidade. Vítimas descreveram o criminoso como um homem com cerca de "1,75 de altura, pele negra, portando arma de fogo e vestindo um casaco com capuz, que encobria quase todo o rosto".
Em 2007 o delegado Sérgio Bautzer pediu ajuda à criminóloga e escritora Ilana Casoy, considerada uma das maiores especialistas em assassinos em série do Brasil. Casoy então traçou o perfil psicológico do estuprador, descrevendo-o como: "nesses casos, o autor é depravado e teve problemas sexuais na adolescência ou na vida adulta. Sofre de autoestima extremamente baixa e teve pequenos problemas escolares, mas é profissionalmente estável e de alta confiabilidade".
O jornal Correio de Santa Maria escreveu: "de fato, policiais civis tiveram dificuldade de obter informações sobre o suspeito com seus colegas de trabalho. Companheiros de profissão em uma fábrica, no Gama, tinham admiração por ele. O chefe do estuprador, à época, chegou a afirmar que ele era funcionário modelo e muito querido por todos".

## Prisão
Rodrigues tinha sido preso em 2008 por roubo de um celular, quando, segundo o jornal Correio de Santa Maria "coincidentemente, durante o período de 12 meses em que permaneceu encarcerado, os casos de crimes sexuais no Gama e Santa Maria com o padrão apurado pela PCDF desapareceram". Em agosto de 2011 foi preso preventivamente, à época com 28 anos, quando o DNA colhido de uma vítima estuprada em Santa Maria o ligou ao crime.

## Julgamento e pena
Ele foi condenado em 2012 e cumpre pena na Penitenciária do Distrito Federal II, no Complexo Penitenciário da Papuda.
Apesar de estar condenado a mais de 100 anos, no Brasil o tempo máximo de prisão por lei é de 30 anos, estando sua soltura prevista para 2041, quando terá 58 anos.

## Leia também
- Wellington Ribeiro da Silva